# Stazione di Capaci (1880)
La stazione di Capaci era una stazione ferroviaria posta sulla linea Palermo-Trapani, a servizio dell'omonimo comune.
La stazione è stata chiusa nel giugno del 2015 nell'ambito dei lavori del passante ferroviario di Palermo.
Dal 28 novembre 2021 è attiva una nuova fermata ferroviaria, in sotterranea, nel centro cittadino di Capaci, denominata a sua volta stazione di Capaci.